# Ferocactus alamosanus
Ferocactus alamosanus – to gatunek ferokaktusa pochodzący z Meksyku.

## Morfologia i biologia
Rośnie pojedynczo, czasami tworzy kępy. Jest szary i ma zwykle ok. 30 cm średnicy. Ma ok. 20 wąskich żeber z matowożółtymi cierniami; 8 bocznych i 1 mniej lub bardziej sztywny środkowy, długości do 6 cm. Kwitnie w lecie, jego kwiaty są żółte i kuliste, długości 4–6 cm.

## Uprawa
Wymaga pełnego słońca i temperatury nie spadającej poniżej 7 °C.